# Ronde van Frankrijk 2020/Zevende etappe
De zevende etappe van de Ronde van Frankrijk 2020 werd verreden op 4 september met start in Millau en finish in Lavaur. 
| Millau – Lavaur (168,0 km) |                      |                          |          |
| Plaats                     | Naam                 | Ploeg                    | Tijd     |
| 1                          | Wout van Aert        | Team Jumbo-Visma         | 3u32'03" |
| 2                          | Edvald Boasson Hagen | NTT Pro Cycling          | z.t.     |
| 3                          | Bryan Coquard        | B&B Hotels-Vital Concept | z.t.     |
| 4                          | Christophe Laporte   | Cofidis                  | z.t.     |
| 5                          | Jasper Stuyven       | Trek-Segafredo           | z.t.     |
| 6                          | Clément Venturini    | AG2R La Mondiale         | z.t.     |
| 7                          | Hugo Hofstetter      | Israel Start-Up Nation   | z.t.     |
| 8                          | Egan Bernal          | Team INEOS Grenadiers    | z.t.     |
| 9                          | Adam Yates           | Mitchelton-Scott         | z.t.     |
| 10                         | Alejandro Valverde   | Movistar Team            | z.t.     |
|                            |                      |                          |          |
| 25                         | Tom Dumoulin         | Team Jumbo-Visma         | z.t.     |

| Algemeen klassement |                    |                       |           |
| Plaats              | Naam               | Ploeg                 | Tijd      |
| Gele trui           | Adam Yates         | Mitchelton-Scott      | 30u36'00" |
| 2                   | Primož Roglič      | Team Jumbo-Visma      | + 3"      |
| 3                   | Guillaume Martin   | Cofidis               | + 9"      |
| 4                   | Egan Bernal        | Team INEOS Grenadiers | + 13"     |
| 5                   | Tom Dumoulin       | Team Jumbo-Visma      | z.t.      |
| 6                   | Nairo Quintana     | Arkéa Samsic          | z.t.      |
| 7                   | Romain Bardet      | AG2R La Mondiale      | z.t.      |
| 8                   | Miguel Ángel López | Astana Pro Team       | z.t.      |
| 9                   | Thibaut Pinot      | Groupama-FDJ          | z.t.      |
| 10                  | Rigoberto Urán     | EF Education First    | z.t.      |
|                     |                    |                       |           |
| 26                  | Greg Van Avermaet  | CCC Team              | + 3'54"   |

1e etappe ·
2e etappe ·
3e etappe ·
4e etappe ·
5e etappe ·
6e etappe ·
7e etappe ·
8e etappe ·
9e etappe ·
10e etappe ·
11e etappe ·
12e etappe ·
13e etappe ·
14e etappe ·
15e etappe ·
16e etappe ·
17e etappe ·
18e etappe ·
19e etappe ·
20e etappe ·
21e etappe
Startlijst · Eindstanden · Afbeeldingen